# Cantabrana
Cantabrana ist ein Ort und eine Gemeinde (municipio) mit nur noch 23 Einwohnern (Stand: 2024) im Norden der Provinz Burgos in der Autonomen Region Kastilien-León im Norden Spaniens.

## Lage und Klima
Der Ort Cantabrana liegt am Zusammenfluss zweier Bergbäche im Westen der historischen Region La Bureba zu Füßen der Montes Obarenes in einer Höhe von ca. 675 m. Die Provinzhauptstadt Burgos ist etwa 57 km (Fahrtstrecke) in südwestlicher Richtung entfernt; der sehenswerte Ort Ona befindet sich nur gut 6 km östlich. Das Klima im Winter ist rau, im Sommer dagegen gemäßigt und warm; Regen (ca. 755 mm/Jahr) fällt überwiegend im Winterhalbjahr.

## Bevölkerungsentwicklung
| Jahr      | 1857 | 1900 | 1950 | 2000 | 2017 |
| Einwohner | 379  | 422  | 345  | 52   | 28   |

Die Mechanisierung der Landwirtschaft und die Aufgabe bäuerlicher Kleinbetrieben haben in der zweiten Hälfte des 20. Jahrhunderts zu einem deutlichen Bevölkerungsschwund geführt.

## Wirtschaft
Die Landwirtschaft, zu der auch ein wenig Viehzucht (z. B. Schweine, Hühner) gehörte, spielte seit jeher die wichtigste Rolle für die Bevölkerung der Region; im Ort selber entwickelten sich in kleinem Umfang auch Handwerk, Handel und Dienstleistungsgewerbe. Mehrere Häuser des Ortes werden heute als Ferienwohnungen (casas rurales) vermietet.

## Geschichte

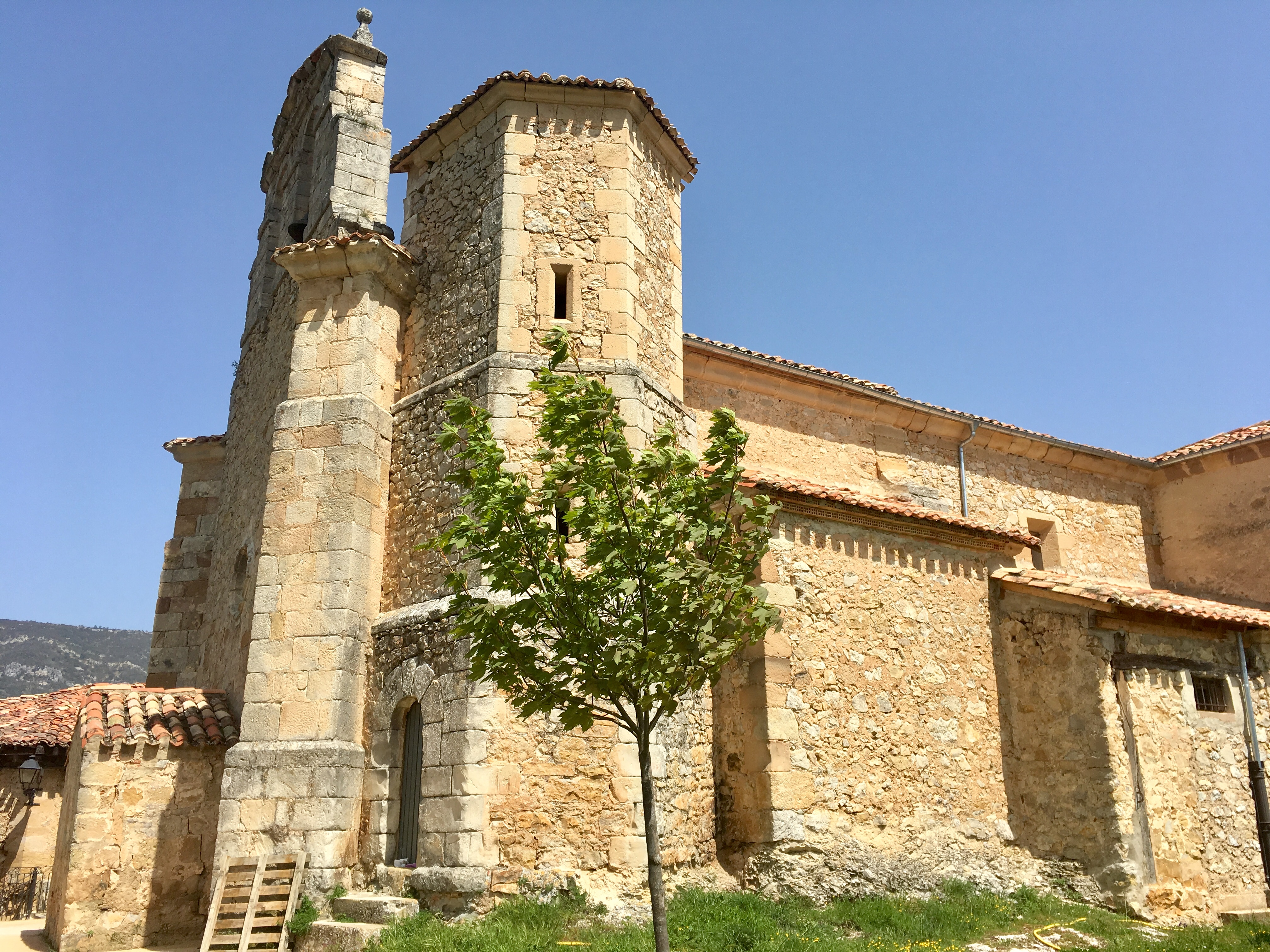
Iglesia de Santiago Apóstol

Keltische, römische, westgotische und selbst maurische Spuren fehlen, obwohl deren Anwesenheit in der Region wahrscheinlich ist. Wahrscheinlich wurde der Ort im 9. oder frühen 10. Jahrhundert von den Grafen von Kastilien gegründet oder wiederbesiedelt (repoblación) und war lange Zeit zwischen den Königreichen Kastilien und Navarra umstritten.

## Sehenswürdigkeiten
- Die Iglesia de Santiago Apóstol ist ein Bau des 16. Jahrhunderts und steht auf dem höchsten Punkt des Ortes. Die Fassade wird von einem Glockengiebel (espadaña) überhöht; seitlich daneben erhebt sich ein Treppenturm auf sechseckigem Grundriss. Das Innere der Kirche ist einschiffig, doch verfügt sie über ein Querhaus. Die Schlusssteine des Rippengewölbes zeigen verschiedene Schmuckmotive. Sehenswert sind sieben verschiedene Schnitzaltäre (retablos) aus unterschiedlichen Stilperioden.[5]
- Am südlichen Ortsrand steht die Ermita de San Roque.

Umgebung
- Am östlichen Rand des Gemeindegebiets befindet sich die alte Ermita de San Vitores.[6]